# Albumy numer jeden w roku 2008 (Japonia)
Notowanie Weekly Album Chart (jap. 週間アルバムランキング Shūkan Arubamu Chāto) przedstawia najlepiej sprzedające się albumy w Japonii. Publikowane jest ono przez magazyn Oricon Style, a dane skompletowane zostały przez Oricon w oparciu o cotygodniowe wyniki sprzedaży fizycznej albumów. Poniżej znajdują się tabele prezentujące najpopularniejsze albumy w danych tygodniach w roku 2008.

## Oricon Weekly Album Chart
| Data            | Album                                                                     | Wykonawca                | Źródło |
| --------------- | ------------------------------------------------------------------------- | ------------------------ | ------ |
| 7 stycznia      | wstrzymanie publikacji                                                    | wstrzymanie publikacji   |        |
| 14 stycznia     | 5296                                                                      | Kobukuro                 | [ 1 ]  |
| 21 stycznia     | 5296                                                                      | Kobukuro                 | [ 2 ]  |
| 28 stycznia     | Sōshi sōai 2 (jap. 沿志奏逢2)                                             | Bank Band                | [ 3 ]  |
| 4 lutego        | ZARD Request Best ~beautiful memory~                                      | Zard                     | [ 4 ]  |
| 11 lutego       | Kingdom                                                                   | Kumi Kōda                | [ 5 ]  |
| 18 lutego       | Kingdom                                                                   | Kumi Kōda                | [ 6 ]  |
| 25 lutego       | Award SuperNova -Loves Best-                                              | m-flo                    | [ 7 ]  |
| 3 marca         | complete single collection ’97-’08                                        | The Brilliant Green      | [ 8 ]  |
| 10 marca        | THE FACE                                                                  | BoA                      | [ 9 ]  |
| 17 marca        | World World World (jap. ワールド ワールド ワールド)                       | Asian Kung-Fu Generation | [ 10 ] |
| 24 marca        | Single Best                                                               | Kō Shibasaki             | [ 11 ] |
| 31 marca        | HEART STATION                                                             | Hikaru Utada             | [ 12 ] |
| 7 kwietnia      | EXILE CATCHY BEST                                                         | Exile                    | [ 13 ] |
| 14 kwietnia     | EXILE CATCHY BEST                                                         | Exile                    | [ 14 ] |
| 21 kwietnia     | I LOVED YESTERDAY                                                         | Yui                      | [ 15 ] |
| 28 kwietnia     | GAME                                                                      | Perfume                  | [ 16 ] |
| 5 maja          | Dream „A” live                                                            | Arashi                   | [ 17 ] |
| 12 maja         | Hard Candy (jap. ハード・キャンディー)                                    | Madonna                  | [ 18 ] |
| 19 maja         | Hard Candy (jap. ハード・キャンディー)                                    | Madonna                  | [ 19 ] |
| 26 maja         | Superfly                                                                  | Superfly                 | [ 20 ] |
| 2 czerwca       | Superfly                                                                  | Superfly                 | [ 21 ] |
| 9 czerwca       | mihimarise                                                                | mihimaru GT              | [ 22 ] |
| 16 czerwca      | KAT-TUN III -QUEEN OF PIRATES-                                            | KAT-TUN                  | [ 23 ] |
| 23 czerwca      | 20th Anniversary ALL SINGLES COMPLETE BEST JUST MOVIN' ON ~ALL THE-S-HIT~ | Kyōsuke Himuro           | [ 24 ] |
| 30 czerwca      | B’z The Best „ULTRA Pleasure”                                             | B’z                      | [ 25 ] |
| 7 lipca         | Aa, domo. Ohisashiburi desu. (jap. あっ、ども。おひさしぶりです。)        | GReeeeN                  | [ 26 ] |
| 14 lipca        | Aa, domo. Ohisashiburi desu. (jap. あっ、ども。おひさしぶりです。)        | GReeeeN                  | [ 27 ] |
| 21 lipca        | PANIC FANCY                                                               | Orange Range             | [ 28 ] |
| 28 lipca        | ZUSHI                                                                     | Kimaguren                | [ 29 ] |
| 4 sierpnia      | EXILE ENTERTAINMENT BEST                                                  | Exile                    | [ 30 ] |
| 11 sierpnia     | BEST FICTION                                                              | Namie Amuro              | [ 31 ] |
| 18 sierpnia     | BEST FICTION                                                              | Namie Amuro              | [ 32 ] |
| 25 sierpnia     | BEST FICTION                                                              | Namie Amuro              | [ 33 ] |
| 1 września      | BEST FICTION                                                              | Namie Amuro              | [ 34 ] |
| 8 września      | BEST FICTION                                                              | Namie Amuro              | [ 35 ] |
| 15 września     | BEST FICTION                                                              | Namie Amuro              | [ 36 ] |
| 22 września     | A COMPLETE ~ALL SINGLES~                                                  | Ayumi Hamasaki           | [ 37 ] |
| 29 września     | B’z The Best „ULTRA Treasure”                                             | B’z                      | [ 38 ] |
| 6 października  | super.modern.artistic.performance                                         | SMAP                     | [ 39 ] |
| 13 października | Expressions                                                               | Mariya Takeuchi          | [ 40 ] |
| 20 października | Expressions                                                               | Mariya Takeuchi          | [ 41 ] |
| 27 października | Expressions                                                               | Mariya Takeuchi          | [ 42 ] |
| 3 listopada     | WE LOVE ♥ Hexagon (jap. WE LOVE ♥ ヘキサゴン)                             | Hexagon All Stars        | [ 43 ] |
| 10 listopada    | PORNO GRAFFITTI BEST ACE                                                  | Porno Graffitti          | [ 44 ] |
| 17 listopada    | BEST DESTINY                                                              | Miliyah Katō             | [ 45 ] |
| 24 listopada    | MY SHORT STORIES                                                          | Yui                      | [ 46 ] |
| 1 grudnia       | color                                                                     | NEWS                     | [ 47 ] |
| 8 grudnia       | VOICE                                                                     | Mika Nakashima           | [ 48 ] |
| 15 grudnia      | EXILE BALLAD BEST                                                         | Exile                    | [ 49 ] |
| 22 grudnia      | SUPERMARKET FANTASY                                                       | Mr. Children             | [ 50 ] |
| 29 grudnia      | SUPERMARKET FANTASY                                                       | Mr. Children             | [ 51 ] |